# Jolle
Jolle bruges ofte som betegnelse for en lille robåd eller en mindre båd med en lille motor. En sådan jolle kan bruges til at komme på land fra større skibe eller som redningsfartøj ved havari på større skibe.

## Sejljoller
Udtrykket kan også bruges om sejljoller. I dette tilfælde er forskellen på en sejljolle og et sejlskib at jollen er mindre og har en sværd i stedet for en køl. Sværdet kan hæves og sænkes, mens sejlskibet har en fast køl.
Sejljolle er blot en overordnet betegnelse for joller med sejl. De i Danmark mest kendte forskellige typer af sejljoller, der findes, er listet nedenfor.
- A-Cat
- 29er
- 405 – en to-mandsjolle med en idealvægt på omkring 100 kg tilsammen.
- 420
- 470
- 49er
- 505
- Contender
- Enterprise
- Europa
- Finnjolle
- Firefly
- Flash
- Flipperjolle
- Flying Dutchman
- Flying Junior
- International 14
- Laser
  - Laser Standard
  - Laser Radial
  - Laser 4.7
- Meginjolle
- Mirror
- Moth
- Mørebas Duett
- OK-jolle
- Open Bic
- Optimistjolle
- Piratjolle
- RS Feva
- RS Tera
- Sjægt – fiskerjolle fra Limfjorden
- Snipe
- Splash
- Sunfish
- Topper
- Trapezjolle
- Wayfarer
- Zoom 8
- Aalborgjolle, tegnet 1929 af Aage Utzon, Jørn Utzons far, til brug for søspejderne i Aalborg. Inspireret af Limfjordens klassiske fiskerjolle, Sjægten